# Патаны Уттар-Прадеша
Пуштуны или патаны имеют большое сообщество в штате Уттар-Прадеш в Индии, которые образуют одну из крупнейших мусульманских общин в штате. Они также известны как ханы, что является широко используемой фамилией среди них, хотя не все, кто использует фамилию, являются патанами, например, община Ханзада в восточном штате Уттар-Прадеш, также широко известна как Хан. Действительно, в Ауде граница между Ханзаде и патанами размыта. Кроме того, Патан Ханзада используется для описания мусульманских раджпутских групп, встречающихся в основном в Горакхпуре, которые были поглощены сообществом патанов. Тем не менее, в Рохилкханде, а также в некоторых частях Доаба и Ауда существуют общины, частично состоящие из пуштунов, такие как сельскохозяйственная община фермеров Рохилла.

## История
Многие пуштуны эмигрировали со своей родины Пуштунистана (современный южный Афганистан и северо-западный Пакистан) на территорию современной северной Индии во времена Империи Великих Моголов. Многие из них были торговцами, солдатами и офицерами в эпоху британского владычества. Произошел процесс коренизации, и патаны теперь неотличимы от соседних мусульманских общин. В настоящее время они говорят на хиндустани, а также на различных диалектах, таких как Кхари боли. Они встречаются по всему Уттар-Прадешу, с поселениями в Морадабаде, Фаррукхабаде, Хатрасе, Малихабаде и Рохилкханде, которые являются самыми густонаселенными. Значительное их количество находится в частях Азамгарха, Султанпура и Джаунпура. Группа поселений патанов упоминается как басти. Некоторые Ханы приехали из Ирана, обычно это Могалы Динести, Газиуддин Хан и его семья принадлежат к району Маджпурва Каннаудж. Название города традиционно происходит от термина Каньякубджа.
Патаны делятся на шестнадцать групп, которые обычно берут свое название от исконных пуштунских племен. К ним относятся Бангаш, Афридии, Таноли, Луни (Миани), Джадун, Бакарзай, Бареч, Даудзай, Дилазак, Дуррани, Горгушти, Тоя Мехсуд хел, Гори, Халил, Лоди, Мохманд, Мохаммадзай, Оракзай, Рохилла, Шервани, Сури, Султани и Юсуфзай. В старых частях мусульманских районов городов штата Уттар-Прадеш, патаны сохранили свои собственные жилые кварталы. Патаны не являются эдогамной группой, и браки по договоренности заключаются с другими мусульманскими общинами суннитов со схожим социальным статусом, такими как моголы и мусульмане-раджпуты, хотя в общине по-прежнему предпочтение отдается браку. В Рохилкханде они по-прежнему являются общиной, связанной с сельским хозяйством, поскольку исторически были общиной землевладельцев. Афридии Малихабада известны во всем мире как опытные производители манго.
Патаны также занимали видное место в мусульманской религиозной сфере штата Уттар-Прадеш, выпустив многих улемов и хаффазов, а также построили и финансировали многие мечети и медресе. С точки зрения формального образования, они рассматриваются как мусульманская община, которая положительно относится к образованию, и многие из них в настоящее время занимаются профессиональными профессиями, такими как медицина и юриспруденция.

## Патаны Лакхнау на западе штата Уттар-Прадеш
В Малихабаде, основном населенном пункте патанов в округе Лакхнау, в котором проживают патаны из племен Афридии, Юсуфзай и Бангаш, которые имеют давний бизнес по выращиванию манго, которые являются самыми известными во всем мире, и у них также есть большой сад манго.

## Патаны в западном штате Уттар-Прадеш
Население патанов в Доабе, за исключением Касганджа, Каймганджа, Сараягата, Аманабада и Фаррукхабада, Лакхнау, довольно малочисленно. В Верхнем Доабе, регионе, примерно занимающем территорию от Алигарха до Сахаранпура, проживают в основном общины рангар, мусульманский гуджар и мулей джат. Тем не менее, в регионе по-прежнему проживает несколько поселений патанов. Начиная с округа Сахаранпур, население патанов проживает в основном в городе и близлежащих деревнях. Единственной крупной колонией патанов является колония какаров в Деобанд Техсиле, где есть несколько деревень. Существует также очень древнее поселение афганцев гори в Рурки, а также поселения Лоди в Сахаранпур-техсиле и Юсуфзаис в Накуре. В дополнение к ним, в округе также проживает небольшое количество мохаммадзаев, таринов, дурранийцев (в основном баракзаев и ачакзаев), бангашей, халилов и афридии.
В самом городе Деобанд есть небольшие общины юсуфзаев в Мохалла-Кила и какаров в Мохалла-Патан-Пура. До 1947 года Мохалла Кила была преимущественно районом патанов, а также здесь находилась мечеть, известная как Масджид-и-Кила или Кила Вали Масджид, построенная королем патанов Сикандером Бахлолом Лодхи в 616 году хиджры / 1219 году. Мечеть до сих пор управляется Юсуфзаями, которые, как полагают, являются потомками Саджид-хана, тогдашнего правителя этой области. Как и патаны других частей западного штата Уттар-Прадеш, Какары и Юсуфзаи из Деобанда были либо мелкими заминдарами, служили в армии и полиции, либо занимались транспортным бизнесом.
В соседнем округе Музаффарнагар поселения патанов расположены в основном в урочище между реками Хиндан и Кали. Существует группа сельских жителей, известная как Бара Басти. Эти патаны по большей части принадлежат к племенам даудзай (ядгаре салф) и лоди. Далее на запад, какар того, что известно как Баван Басти, были когда-то крупными землевладельцами. Они принадлежат к тому же племени, что и какар Деобанд техсил в соседнем округе Сахаранпур. К северу от города Тхана Бхаван также есть поселение афридии, которые были поселены императором Великих Моголов Аурангзебом для контроля над неспокойными рангарами региона. Их главным поселением является деревня Джелалабад.
В округе Мирут, включая Багпат, патаны встречаются повсюду в этих двух округах. Они принадлежат по большей части к племени Юсуфзай и Гори. Город Мирут считается самым ранним поселением пуштунов в Северной Индии, а гори были заселены по меньшей мере восемьсот лет назад. Другие племена патанов в округе включают какар, бангаш, тарин и афридии.
Округ Буландшар является домом для ряда важных колоний патанов. Возможно, самым важным населенным пунктом является город Кхурджа. Кешги Хурджи были привезены из Касура в Пенджабе Фирузом шахом Туглаком. Их часто называют Касурия, поскольку это их первоначальное поселение в Индии. Также существует бара басти, или двенадцать городов Лоди Патанов недалеко от берегов Ганга. Эти патаны связаны брачными узами с более крупным поселением патанов в Рохилкханде, на другом берегу реки. Патаны Малакпура, которых зовут Юсуфзай, были поселены могольским императором Акбаром. В дополнение к этим общинам, есть также поселения африди, в городе Буландшар, а также Бангаш.
Патаны в округе Алигарх принадлежат к нескольким кланам, возможно, наиболее важными с исторической точки зрения являются шервани из Бхикампура и Датаули в Алигархском техсиле. Эти шервани были крупными землевладельцами и были практически независимыми правителями в период между падением власти Великих Моголов и подъемом Британии. Их старейшее поселение находится в Джалали, в котором проживает несколько семей лоди и гхори. Попользаи дурани из деревни Барла были заселены Ахмедом Шахом Абдали. В городе Алигарх есть поселения Юсуфзаис и Мохаммадзаис. Другие поселения патанов включают Лоди в Сикандра-Рао, Афридии в Хайре и Гори в Атраули.

## Патаны Сахаранпура
В округе Сахаранпур находится множество поселений различных пуштунских племен. Колония Ханалампура в городе возникла раньше города на берегу реки «Паун Дхой». Хан Алам был именем Меер-и-шикара Шах-Джахана и правителя области в империи Великих Моголов.
В округе Сахаранпур насчитывается более пятидесяти деревень и колоний, где проживают какар-патаны периода Империи Великих Моголов, который называется «Какро Ки Бауни», что означает пятьдесят две деревни какар-патанов. Некоторые из них: афганская Кхера, Титро, Амбехта Пир, Дхурала, Джаджва, Папри, Нагла Джанда (Джандия), Сансарпур, Харпал, Патхед, Чаура Калан, Питхори, Сарсава, Деобанд, Накур, Кайрана, Кайлашпур, Нанаута и др. в Накур-Деобанде и Сарсаве также проживает значительное количество юсуфзаев среди патанов, а в городе проживает значительное количество различных видов патанов. Мансур Али Хан, бывший член парламента от сахаранпур локсабха, является Какар патаном, а его отец Махмуд Али Хан несколько раз избирался депутатом парламента.

## Патаны Алиганджа и Касганджа
Наиболее важными колониями патанов в Доабе являются колонии Алигандж и Касгандж в округе Этах. Эти патаны принадлежат в основном к племени лоди, но есть также важные поселения племен Гори, Мохаммадзай и Юсуфзай. Оба поселения Алигандж и Касгандж были основаны Якут-ханом. Говорят, что Якут Хан пригласил патанов поселиться в этих двух городах. Еще одно поселение было основано в Кадиргандже и Саджаваре. Большинство первых поселенцев принадлежали к племени лоди, которые до сих пор составляют самую многочисленную подгруппу.

### Патаны округа Лакхнау
В округе Лакхнау проживает несколько общин патанов, большинство из которых находятся в городах, называемых местными касбами, таких как Малихабад. В городе Лакхнау есть общины мохмандов, шинвари, юсуфзаев, лоди, бангашей и гори. В то время как в округе, патаны встречаются в основном в касбах Малихабад, Мирзагандж, Бхактиарнагар, Халиспур, Малакпур Бади Гархи, Расулпур и Гархи Санджар Хан. В отличие от других патанов штата Уттар-Прадеш, значительное число являются мусульманами-шиитами. Одними из старейших поселенцев являются патаны Базид Хел из подразделения Джоваки клана Адам Хел, которые являются племенем афридии из Кохата, упоминаемым в нескольких исторических записях, включая Справочник округа Кохат, опубликованный в 1883—1884 годах.
Патаны Гархи Санджар принадлежат к клану амазай племени Джадун. Они утверждают, что ведут свое происхождение от Далер-хана Амазая, который прибыл в Ауд в 1656 году. Далер Хан, также известный как Джалал Хан Джадун, был назначен губернатором Ауда. Далер Хан привел с собой двух братьев, Кавал Хана и Хана Бахадур Хана. Первоначально они поселились в Булакинагере, в то время как сын Хана Бахадур-хана Сармаст-хан основал поселение Гархи Санджар-Хан. Джадуны в настоящее время встречаются в основном в Булаканагаре, Бхакитиярнагаре и Гарху Санджар-Хане.
Патаны Малихабада принадлежат в основном к клану джоваки племени афридии и племени шинвари и были поселены в округе во время правления наваба Ауда Шуджа-уд-Даула. Их предком был Факир Мохаммад Хан, который искал службы у навабов Ауда. Он привел с собой членов своего племени, и теперь они составляют важную часть мусульманского населения Малихабада.
Хотаки Халиспура утверждают, что происходят от Юсуфа Хана Кандахари, который поселился во времена правления наваба Ауда Шуджа-уд-Даулы (1754—1775), который был внуком Яхьи Хана, который был настоящим братом эмира Афганистана Мир Вайса Хотака, а Юсуф Хан был настоящим зятем Мир Вайса Хотака. Юсуф Хан получил деревню Халиспур в качестве джагира. Говорят, что он привел своих родственников из нынешнего Афганистана, и в настоящее время в деревне находится большое поселение Дуранис.
В соседнем округе Барабанки город Фатехпур также является важным центром патанов в Ауде. Город был основан Фатех-ханом, который был патаном, в 1321 году. Фатех Хан основал колонию патанов в качестве пограничного поселения, сельская местность которого все еще контролировалась индуистскими вождями. Они принадлежат в основном к племенам Юсуфзай и Лоди. В дополнение к фатехпурским патанам, в Рамсанехигат техсиле также есть поселения, принадлежащие в основном племени афридии и шинвари.